# 辛島昇
辛島昇（日语：辛島 昇，1933年4月24日—2015年11月26日）是日本歷史學家，東京大學與大正大學名譽教授。專業是南亞研究。

## 职业
- 1958年 東京大學東洋史系畢業
- 1964年 東京大學文學部助教
- 1967年 東京外國語大學亞洲和非洲語言文化研究所副教授
- 1974年 東京大學文學部副教授
- 1981年 歷史學會會長
- 1994年 東京大學名譽教授，大正大學文學部教授
- 1995年 放送大學客座教授
- 2008年 大正大學名譽教授

## 荣誉

### 外国勋章奖章
- 莲花士勋章（印度，2013年1月公布[2]）

### 奖项
- 福冈市：福岡亞洲文化獎學術研究獎（1996年第6届）
- 日本学士院：日本學士院獎（2003年第93届），因其著作《History and Society in South India: The Cholas to Vijayanagar》
- 日本：文化功勞獎（日语：文化功労獎）（2007年）